# Biophytum lindsiifolium
Biophytum lindsiifolium là một loài thực vật có hoa trong họ Chua me đất. Loài này được (Hook.) Knuth mô tả khoa học đầu tiên năm 1919.